# Apple
Apple (МФА: [ˈæp(ə)l], «Эпл») — американская корпорация, разработчик персональных и планшетных компьютеров, аудиоплееров, смартфонов, программного обеспечения и цифрового контента. Штаб-квартира расположена в Купертино, штат Калифорния. Практически вся продукция Apple выпускается контрактными производителями на заводах в Азии, крупнейшим подрядчиком является тайваньская компания Foxconn, крупнейший завод — в Чжэнчжоу.
Один из пионеров в области персональных компьютеров и современных многозадачных операционных систем с графическим интерфейсом. Более половины продаж компании приходится на iPhone, на 2021 год в мире использовалось около 900 млн таких смартфонов. Крупнейшим рынком для компании являются США, также значительна доля в выручке Китая, Японии и ряда стран Европы.
В августе 2018 года Apple стала первой американской компанией, чья рыночная капитализация превысила 1 трлн долларов США, и самой дорогой публичной компанией за всю историю, обойдя предыдущего рекордсмена — компанию PetroChina (1,005 трлн долларов в ноябре 2007 года). 30 июня 2023 года Apple стала первой компанией в мире, рыночная капитализация которой достигла 3 триллионов долларов США.
В 2022 году Apple заняла третье место в списке крупнейших компаний США Fortune 500. В списке крупнейших компаний мира Forbes Global 2000 Apple заняла 7-е место.

## Название
Название фирмы происходит от англ. apple («яблоко»), также изображение яблока использовано в логотипе.
До 9 января 2007 года официальным названием корпорации на протяжении более 30 лет было Apple Computer, Inc.. Отказ от слова Computer в названии демонстрирует смену основного фокуса корпорации с традиционного для неё рынка компьютерной техники на рынок бытовой электроники.
- Имя Apple Джобс предложил из-за того, что в этом случае телефонный номер фирмы шёл в телефонном справочнике прямо перед Atari[15].
- Макинтош (англ. Macintosh) — сорт яблок, продающийся в США, — любимый сорт яблок Джефа Раскина, который был руководителем и разработчиком проекта Macintosh перед тем, как эту должность занял Стив Джобс.

## История

### 1970-е годы
Компания основана в Калифорнии Стивом Джобсом, Рональдом Уэйном и Стивом Возняком, собравшими в середине 1970-х годов свой первый персональный компьютер на базе процессора MOS Technology 6502. Продав 200 таких компьютеров местным энтузиастам по 666 долларов каждый, молодые предприниматели получили финансирование и официально зарегистрировали фирму Apple Computer, Inc. 1 апреля 1976 года. В конце 1976 года треть акций компании за 250 тыс. долларов приобрёл Майк Марккула и стал её председателем; его опыт работы в Intel и Fairchild Semiconductor позволил компании выйти на новый уровень, уже в 1977 году продажи превысили 1 млн долларов.
Apple I, выпущенный в 1976 году, не был первым программируемым микрокомпьютером. Право первенства принадлежало микрокомпьютеру «Альтаир 8800», который был создан Эдом Робертсом и распространялся через каталоги в 1974—1975 годах. Однако «Альтаир» не был «персональным компьютером», поскольку не давал возможности решать с его помощью более или менее серьёзные задачи.
В 1976—1977 годах несколькими фирмами были выпущены первые персональные компьютеры, в том числе с 1977 года тысячами продавались компьютеры компаний Commodore и RadioShack. Но первым массовым персональным компьютером, выпускавшимся миллионами экземпляров, стал компьютер Apple II. С 1977 по 1993 годы фирмой Apple выпускались различные модели из линейки 8 (позднее 8/16) разрядных компьютеров Apple II. В конце 1970-х и начале 1980-х годов Apple II и их клоны были самыми распространёнными в мире персональными компьютерами. Было продано более 5 млн компьютеров Apple II по всему миру. Успеху модели во многом способствовало внедрение в 1978 году дисковода Disk II для 5-дюймовых дискет, на то время самого быстрого и дешёвого, а также разработка программы электронных таблиц VisiCalc, которая придавала компьютеру важное практическое применение.

### 1980-е годы
В декабре 1980 года компания провела самое крупное в истории (после 1956 года, когда на фондовую биржу вышла Ford) первичное размещение акций (IPO), 4,6 млн акций по 22 доллара за акцию были проданы за считанные минуты. Также в 1980 году начался выпуск компьютера Apple III, однако в нём оказалось много недоработок, и его производство вскоре пришлось приостановить, а в 1984 году прекратить. В марте 1981 года Возняк попал в авиакатастрофу и на время оставил работу. Проблемы с продажами Apple III привели к тому, что Джобсу пришлось уволить 40 сотрудников. Однако эти проблемы компенсировались выпуском новых программ, открытием офисов в Европе и выводом на рынок своего первого жёсткого диска; в 1982 году компания первой из производителей персональных компьютеров достигла выручки в 1 млрд долларов. В начале 1983 года на рынок был представлен компьютер Apple Lisa, первый с компьютерной мышью и графическим интерфейсом, однако его продажи не оправдали ожиданий. Джобс, не в состоянии справиться с возникшими проблемами, пригласил в апреле 1983 года на должность CEO компании Джона Скалли, который ранее был президентом PepsiCo.
В январе 1984 годе фирма Apple впервые представила новый 32-разрядный компьютер Macintosh, который имел все преимущества Lisa, но стоил значительно дешевле (2495 долларов). В дальнейшем выпуск компьютеров этой серии стал основным бизнесом компании, уже к 1988 году их было продано более миллиона, в основном в качестве офисной техники. На протяжении двух десятилетий компания выпускала компьютеры Macintosh на базе процессоров Motorola, оснащённые фирменной операционной системой. Эта платформа выпускается только Apple — на короткое время в середине 1990-х годов руководство приняло решение о предоставлении лицензий на производство Mac-совместимых компьютеров, но впоследствии лицензии были отозваны. В 1985 году президент США Рональд Рейган наградил Джобса и Возняка медалями за развитие технического прогресса. В том же году Стив Джобс решил уволить Скалли, однако оказалось, что компанию пришлось покинуть ему; позже Джобс основал новую компьютерную компанию NeXT. Также в 1985 году компания начала производство своих лазерных принтеров, которые, в сочетании с программой PageMaker, позволяли использовать компьютер в качестве настольной типографии. К концу 1980-х годов выручка Apple превысила 4 млрд долларов, а штат сотрудников составил 14 600 человек, компании удалось существенно потеснить IBM в качестве поставщика вычислительной техники для корпораций.

### 1990-е—2000-е годы
В начале 1990-х годов Apple начала выпуск упрощённых компьютеров, ориентированных на широкий круг потребителей — Macintosh Classic и Macintosh LC. Их успех позволил увеличить долю компании на рынке персональных компьютеров США к 1992 году до 19 %, однако потребовал сокращения расходов: было уволено около 10 % рабочих, предприятия были укрупнены или перенесены в регионы с более дешёвой рабочей силой. В 1991 году компания представила свой первый ноутбук серии PowerBook, который быстро завоевал 20-процентную долю рынка. В 1992 году компания проиграла иск против Microsoft и Hewlett-Packard о нарушении авторских прав (копировании элементов операционной системы).
В 1994—1996 годах компания вывела на рынок последовательно три модели цветных фотокамер QuickTake 100, 150 и 200 с матрицей 640×480 и 24-битным цветом. Это были одни из первых цифровых фотокамер современного типа, однако дальнейшего развития данная продукция Apple не получила.
В 1993 году Скалли был отправлен в отставку, однако найти ему достойную замену оказалось непросто. Сменивший его Майкл Спиндлер допустил несколько серьёзных ошибок, в частности лицензировал технологии компании, переоценил спрос на ноутбуки и недооценил интерес покупателей к компьютеру Power Macintosh, в результате компания на 1995 год осталась с невыполненными заказами на 1 млрд долларов. Спиндлера в 1996 году сменил Джил Амелио. Он начал с сокращения на треть персонала, однако убытки продолжали нарастать и за 1996 и 1997 год в сумме составили 1,86 млрд долларов. Курс акций упал с 70 долларов в 1991 году до 14 долларов в 1996 году, доля на рынке компьютеров сократилась до 4 %. В декабре 1996 года Apple за 377 млн долларов купила компанию NeXT, и в 1997 году Стив Джобс вновь занял ключевой пост в Apple. Среди его первых действий были прекращение лицензионных соглашений, сокращение ассортимента продукции за счёт компьютерной периферии (сканеров, принтеров, органайзеров и др.), закрытие нескольких заводов. В 1998 году на рынок был представлен новый компьютер iMac. Хотя выручка Apple сократилась с 11,5 млрд в 1995 году до 5,8 млрд долларов в 1998 году, но компания начала приносить прибыль, курс её акций подскочил до 99 долларов в 1999 году.
В 2001 году компания представила аудиоплеер iPod, быстро приобретший популярность. Также в этом году было запущено новое поколение операционных систем macOS. В 2003 году компания открыла iTunes Store — популярный онлайн-супермаркет цифрового аудио-, видео- и игрового медиаконтента. С 2005 года компания начала использовать в своей продукции процессоры Intel. В 2006 году была запущена новая линейка ноутбуков MacBook Pro.
А в 2007 году вышла на рынок мобильных телефонов с сенсорным смартфоном iPhone. Также в этом году начались продажи медиаплеера Apple TV. В 2008 году был запущен магазин приложений App Store.

### 2010-е годы
В 2010 году на рынок был выпущен планшетный компьютер iPad.
Производство iPod, iPhone и iPad, пользовавшихся высоким спросом по всему миру, кардинальным образом улучшило финансовое положение Apple, принося компании рекордную прибыль. В августе 2011 года Apple впервые стала самой дорогой компанией мира по рыночной капитализации, обойдя нефтяную компанию ExxonMobil, до конца года они ещё не раз менялись местами, однако с января 2012 года Apple удалось надолго закрепиться на первой строчке. В августе 2012 она стала самой дорогой компанией в истории, побив установленный в декабре 1999 г., на пике т. н. пузыря доткомов, рекорд Microsoft, а 21 сентября 2012, акции Apple в ходе торгов достигли своего максимума — $705,07, капитализация составила $662,09 млрд.
Со времени максимума в сентябре 2012 года к январю 2013 года капитализация Apple сократилась на 37,6 %, что позволило ExxonMobil вновь соперничать с ней за первое место самой дорогой публичной компании мира. 13 ноября 2014 года вновь Apple побила свой рекорд, её капитализация составила $663,43 млрд.
В 2013 году корпорация Apple первой начала серийное производство 64-битных чипов ARM-архитектуры, выпустив 64-битный 2-ядерный микропроцессор Apple A7.
В 2014 году корпорация представила своё первое персональное, носимое устройство — Apple Watch.
В 2016 году на ежегодной конференции WWDC-2016 корпорацией Apple анонсировано, что устройства бренда будут работать по принципу оконечного шифрования: информация будет кодироваться на устройстве, которое её передаёт, и декодироваться принимающим гаджетом. Это планируется использовать при совершении голосовых звонков, а также на новом мессенджере.
В конце августа 2016 года Европейская комиссия оштрафовала компанию Apple на рекордную сумму в 13 миллиардов евро за нарушение правил конкуренции на территории Евросоюза. «Было изучено, какие доходы от международных продаж компании Apple поступают в Ирландию, и какими налогами они там облагаются. В этом суть дела. В более широком смысле, речь идёт об обеспечении справедливой конкуренции, а это не имеет отношения к политике. Это соответствует договору, и по договору у нас есть такие обязательства»", — отметила еврокоммисар Маргрете Вестагер.
Для решения проблемы эффективной утилизации, позволяющей извлечь из старых телефонов ценные компоненты, которые можно использовать по второму разу, в апреле 2018 года специалисты компании Apple разработали и изготовили специального робота, получившего название Daisy. Робот Daisy способен осуществлять разборку девяти разных моделей iPhone со скоростью до 200 телефонов в час.
13 декабря 2018 года Apple объявила о крупных инвестиционных планах. Компания Apple Inc. намерена значительно увеличить операции в Остине (штат Техас) и направит $1 млрд на строительство кампуса в этом городе.
18 марта 2019 года корпорация анонсировала новые iPad Air и iPad mini, которые будут поддерживать стилус Apple Pencil первого поколения. На следующий день — 19 марта 2019 года Apple впервые за 2 года представила новую линейку моделей iMac. А уже 20 марта 2019 года компания презентовала 2-е поколение наушников AirPods с беспроводной зарядкой.
25 марта 2019 года Apple представила ряд новых онлайн-сервисов: стриминговый видеосервис Apple TV+, игровой сервис Apple Arcade и сервис чтения журналов и новостей Apple News+ — которые будут доступны по платной подписке. На той же презентации компания представила виртуальную банковскую карту Apple Card, которая заработала летом 2019 года, но доступна только в США.
В июне 2020 года Еврокомиссия начала против Apple два расследования с целью выявления возможных нарушений антимонопольного законодательства в отношении работы App Store и Apple Pay.
26 июля 2019 года Apple заявила, что покупает за $1 млрд подразделение корпорации Intel по выпуску модемов, позволяющих подключать смартфоны к интернету.
2 декабря 2019 года стало известно, что Apple учредила собственную музыкальную премию Apple Music Awards.

### 2020-е годы
15 апреля 2020 года компания выпустила второе поколение iPhone SE, который схож с дизайном iPhone 8: имеет функцию Touch ID и 4,7 дюймовый экран. Новое устройство получило процессор A13 Bionic.
В июне 2020 года на WWDC гендиректор Тим Кук объявил о начале перевода всех своих компьютеров Mac ранее работавших на чипах Intel x86 на свои собственные ARM-чипы Apple silicon.
15 сентября 2020 года компания выпустила цифровой сервис Apple Fitness+ для пользователей Apple — фитнес-сервис с тренировками и музыкой за ежемесячную подписку. В тот же день компания представила HomePod mini — умную колонку с ассистентом Siri, а также Apple представила шестое поколение умных часов Apple Watch и Apple Watch SE.
13 октября 2020 года компания представила новые iPhone 12, iPhone 12 Mini, iPhone 12 Pro и iPhone 12 Pro Max. Новые iPhone имеют новый дизайн с плоскими краями — элемент дизайна, напоминающий дизайн iPhone 4 и iPhone 5S, и это первый крупный редизайн со времён iPhone X. Все выпущенные новые устройства оснащены A14 Bionic. IPhone 12 Mini имеет 5,4-дюймовый дисплей. IPhone 12 Pro и iPhone 12 Pro Max лучше iPhone 12 и iPhone 12 Mini в плане дисплея, телеобъектива и LiDAR сканера. IPhone 12 Pro Max имеет самый большой дисплей за всю историю iPhone на сегодняшний день — 6,7-дюймовый экран. Четыре новых iPhone также поставляются с керамическим закаленным передним стеклом, в то время как задняя часть сохраняет двойное ионообменное усиленное стекло предыдущего поколения. Это поколение iPhone также удалило из коробки как входящие в комплект наушники, так и адаптер питания, сославшись на экологические преимущества.
В ноябре 2020 года Apple анонсировала программу для ремонта Self Service Repair, которая позволит клиентам получить доступ к оригинальным запчастям Apple для выполнения самостоятельного ремонта гаджета.
В феврале 2022 года стало известно, что компания начинает пробный запуск iPhone 14 для того, чтобы обнаружить проблемы до начала массового производства. В мае 2022 года Apple объявила о прекращении производства iPod.
В ноябре 2022 года стало известно, что из-за протестов на крупнейшем заводе по производству iPhone Foxconn компания может недополучить 6 млн iPhone Pro. Согласно данным информационного агентства Bloomberg за 2022 год компания Apple удвоила экспорт смартфонов из Индии. По данным агентства компания экспортировала iPhone на сумму $2,5 млрд в 2022 году.
В марте 2023 года компания запустила сервис рассрочки платежей Apple Pay Later в ограниченном режиме для некоторых пользователей из США. Общий доступ к сервису планируется открыть в течение нескольких месяцев.
В феврале 2024 года Еврокомиссия присудила Apple первый штраф за нарушение антимонопольного законодательства. Санкция была назначена за злоупотребления на рынке музыкального стриминга. Размер денежного взыскания составил 500 млн евро.
В феврале 2024 года Тим Кук сказал, что Apple работает над созданием собственного искусственного интеллекта, однако не раскрыл каких-либо подробностей. В марте 2024 года появилась информация о переговорах Apple с Google по поводу внедрения в iPhone чат-бота Gemini.
И в июне 2024 года на WWDC Тим Кук представил Apple Intelligence.

### Слияния и поглощения
За годы своей деятельности Apple неоднократно поглощала различные компании, работающие на ИТ-рынке. Среди крупнейших подобных сделок — покупка компаний NeXT (1996 год, за $430 млн), P.A. Semi (апрель 2008 года, $280 млн), Quattro Wireless (январь 2010 года, $274 млн), Siri (апрель 2010 года, $200 млн), Anobit Technologies (январь 2012 года, $400–500 млн), Beats Electronics (май 2014 года, за $3 млрд) и других.
С начала 2017 года Apple приобрела 21 стартап в сфере искусственного интеллекта.

## Собственники и руководство
Apple — публичная компания, её акции торгуются на бирже NASDAQ. В августе 2011 года Apple стала самой дорогой компанией мира по рыночной капитализации, которая на 10 августа составила $338,8 млрд. По состоянию на 9 февраля 2012 года капитализация Apple достигла отметки в $456 млрд. Это превышает общую стоимость ближайших конкурентов Apple, Google и Microsoft, вместе взятых. На август 2018 года Apple являлась лидером по рыночной капитализации с суммой в $1 трлн, хотя в начале 2016 года на некоторое время уступала лидерство Alphabet Inc, материнской компании Google.
На начало 2023 года компанией было выпущено 15,8 млрд акций, из них 58,5 % принадлежало институциональным инвесторам. Крупнейшими из них были The Vanguard Group, Inc. (8,0 %), BlackRock Inc. (6,4 %), Berkshire Hathaway, Inc. (5,7 %), State Street Global Advisors, Inc. (3,7 %), FMR LLC (2,2 %), Geode Capital Management, LLC (1,8 %), T. Rowe Price Associates, Inc. (1,4 %), Morgan Stanley (1,2 %), Northern Trust Investments, N.A. (1,1 %).

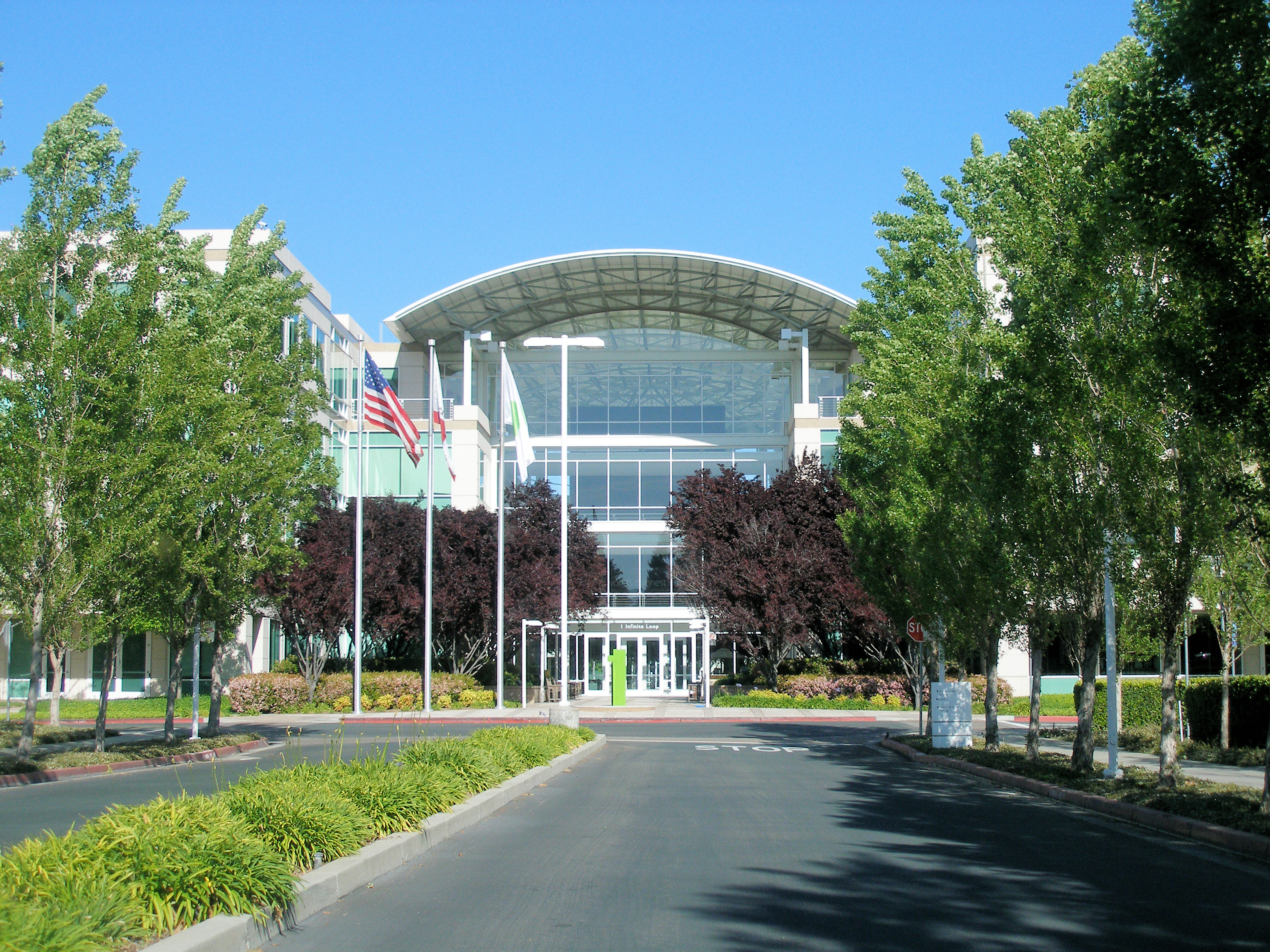
Штаб-квартира Apple в Купертино

### Совет директоров[62]
- Артур Д. Левинсон — председатель совета директоров Apple, председатель и бывший гендиректор Genentech.
- Ванда Остин[англ.] — бывший президент и CEO The Aerospace Corporation[англ.].
- Тим Кук — генеральный директор компании Apple.
- Алекс Горский[англ.] — бывший гендиректор Johnson & Johnson.
- Андреа Юнг — президент и гендиректор Grameen America, Inc.
- Моника Лозано — президент и руководитель фонда College Futures Foundation[англ.].
- Рональд Д. Шугар — бывший председатель и CEO компании Northrop Grumman.
- Сьюзан Вагнер — соучредитель и директор инвестиционной компании BlackRock.

### Высший менеджмент[62]
Директора
- Тим Кук — генеральный директор (CEO с августа 2011 года[4]), бывший главный операционный директор (1998—2011)[63].
- Сабих Хан[англ.] — главный операционный директор (COO).
- Кеван Парех[англ.] — старший вице-президент и главный финансовый директор (CFO).
- Кэтрин Адамс — старший вице-президент и главный юрисконсульт (CLO[англ.]).
- Грег Джозвяк — старший вице-президент по международному маркетингу (CMO).
- Дейдра О’Брайен — старший вице-президент по ретейлу и персоналу (CPO[англ.]).

Старшие вице-президенты
- Эдди Кью — старший вице-президент по веб-сервисам (iTunes Store, iCloud, Apple Maps и др.).
- Крейг Федериги — старший вице-президент по разработке программного обеспечения (macOS, iOS, watchOS и др.).
- Джон Джаннандреа — старший вице-президент по машинному обучению и стратегии в сфере ИИ (Apple Intelligence, Siri и др.).
- Джони Сруджи — старший вице-президент по аппаратным технологиям (чипы серии Apple silicon и др.).
- Джон Тернус[англ.] — старший вице-президент по компьютерной инженерии (Mac, iPad, iPhone и др.).
- Джефф Уильямс — старший вице-президент по дизайну, часам и функциям слежения за здоровьем (бывший COO Apple).

Вице-президенты подчиняющиеся гендиректору Тиму Куку
- Майк Фенгер[англ.] — вице-президент по международным продажам.
- Тор Майрен[англ.] — вице-президент по маркетинговым коммуникациям.
- Лука Маэстри — вице-президент по бизнес-услугам[англ.] (бывший CFO Apple).
- Адриан Перика[англ.] — вице-президент по корпоративному развитию (слияния и поглощения).
- Кристин Хьюгет Куэйл[англ.] — вице-президент по международным коммуникациям (взаимодействие со СМИ и т. д.).
- Лиза П. Джексон — вице-президент по охране окружающей среды, образовательной политике и социальным инициативам.
- Исабель Гэ Маэ[англ.] — вице-президент и управляющий директор на территории Большого Китая.
- Дэн Риччио — вице-президент по инженерным вопросам[64].
- Филипп Шиллер — почётный советник Apple Fellow[англ.] (бывший CMO Apple)[65].

Вице-президенты подчиняющиеся директорам и старшим вице-президентам
- Алан Дай[англ.] — вице-президент по дизайну пользовательского интерфейса (подчиняется Джеффу Уильямсу).
- Эванс Хэнки[англ.] — вице-президент по промышленному дизайну (подчиняется Джеффу Уильямсу).
- Майк Роквелл[англ.] — вице-президент по AR и VR (подчиняется Дэну Риччио)[66].
- Оливер Шуссер[англ.] — вице-президент по Apple Music и международному контенту (подчиняется Эдди Кью).
- Сумит Гупта (Sumit Gupta) — директор по продуктам Apple Cloud[67].
- Джоэл Подольный — вице-президент и декан Университета Apple (подчиняется Дейдре О’Брайен).
- и другие.

### Ключевые фигуры в истории компании
CEO:
- Майкл Скотт — первый CEO с февраля 1977 по март 1981
- Майк Марккула: 1981—1983
- Джон Скалли: 1983—1993
- Майкл Шпиндлер[англ.]: 1993—1996
- Джил Амелио[англ.]: 1996—1997
- Стив Джобс: 1997—2011
- Тим Кук: с 2011.

Другие персоны:
- Билл Аткинсон — инженер и программист, один из разработчиков компьютера Apple Macintosh (1978—1990).
- Боб Мансфилд — бывший старший вице-президент, ныне консультант и глава секретного проекта «Project Titan», подчиняющийся непосредственно Тиму Куку[68].
- Гай Кавасаки — один из первых работников компании Apple Computer, ответственный за маркетинг компьютера Apple Macintosh в 1984 году.
- Дел Йокам[англ.] — вице-президент Apple с 1979 по 1989 год.
- Джером Йорк[англ.] — член совета директоров с 1997 по 2010 год[69].
- Джеф Раскин — разработчик компьютера Macintosh.
- Джонатан Айв — дизайнер, подаривший миру iPod, iMac, iPhone. (1992—2019)
- Жан-Луи Гассе — исполнительный директор компании (1981—1990).
- Питер Оппенхаймер — старший вице-президент и финансовый директор компании (2004—2014).
- Рон Джонсон — старший вице-президент по розничному бизнесу с 2000 по 2011 год.
- Стив Возняк — соучредитель компании Apple. Разработчик компьютеров Apple I и Apple II.
- Скотт Форстолл — старший вице-президент по программному обеспечению iPhone (до 29 октября 2012 года).
- Сьюзен Кэр — художник и графический дизайнер, создавшая многие из элементов интерфейса Apple Macintosh в 1980-х годах.
- Тони Фаделл — основной разработчик плеера iPod.
- Эви Теванян — старший вице-президент Apple по программным разработкам с 2003 по 2006 год.
- Энди Херцфельд — старший программный архитектор ОС для Macintosh в 1981 году.
- Эрик Шмидт — член совета директоров с августа 2006 по 3 августа 2009 года[70].

## Деятельность
Компания продаёт часть своей продукции через сеть принадлежащих ей розничных магазинов Apple Store (всего более 400) на территории США, Канады, Японии, Великобритании и других стран. А также занимается реализацией различных товаров (не только своего производства) через свои онлайн-магазины (Apple Store (online), iTunes Store и App Store), которые в 2013 году принесли компании около $18,3 млрд, что поставило компанию Apple на 2-е место после Amazon.com среди компаний интернет-ретейлеров.
Выручка компании за 2021/22 финансовый год составила 394,3 млрд долларов, из них принесли 38 % прямые продажи конечным потребителям. Расходы на комплектующие и сборку контрактными производителями составили 71,1 млрд долларов, на научно-исследовательскую работу (НИОКР) — 26,3 млрд долларов. По итогам года было уплачено 19,3 млрд долларов налогов (5,6 млрд — федеральный налог США, 1,6 млрд — налог штата Калифорния, 12,1 млрд — в других странах).
Главный продукт компании, iPhone, по состоянию на 2021 год занимал 14 % мирового рынка смартфонов и мобильных телефонов (немного уступая Samsung), наибольшей доля рынка была в Японии (70 %), доминировала также в США (56 %); средняя стоимость iPhone составляла 750—800 долларов. Операционная система iOS, используемая на таких смартфонах, занимала 27,5 % рынка операционных систем мобильных устройств (у Android — 72 %).
Изготовлением продукции для Apple занимаются контрактные производители, крупнейшими из них являются тайваньские компании Foxconn, Wistron, Pegatron и Compal Electronics; производственные мощности находятся преимущественно в КНР.

### Продукция
Продукция, выпускавшаяся по состоянию на 2025 год:
- iPhone — смартфоны, модели iPhone 14 Pro, iPhone 14, iPhone 13, iPhone SE, iPhone 12 и iPhone 11; выручка 200,6 млрд долларов.
- Mac — персональные компьютеры, модели iMac, Mac mini, Mac Studio и Mac Pro, а также ноутбуки MacBook Air и MacBook Pro; выручка 29,4 млрд долларов.
- iPad — планшетные компьютеры, модели iPad Pro, iPad Air, iPad и iPad mini; выручка 28,3 млрд долларов.
- Vision Pro – гарнитура смешанной реальности; выручка 1,4 млрд долларов[нет в источнике].

Другая электроника и аксессуары дали выручку 39,8 млрд долларов, включая:
- - AirPods — беспроводные наушники, модели AirPods, AirPods Pro и AirPods Max.
  - Apple TV — медиа система, модели Apple TV 4K и Apple TV HD.
  - Apple Watch — умные часы, модели Apple Watch Ultra, Apple Watch Series 8 и Apple Watch SE.

### Услуги
Услуги в 2022/23 финансовом году принесли 85,2 млрд долларов, включая:
- Реклама — реклама сторонних компаний и своей продукции на рекламных платформах.
- AppleCare — платное сервисное обслуживание своей продукции.
- Облачные услуги — хранение данных в облачных хранилищах.
- Цифровой контент — платформа App Store для поиска и загрузки программ, игр, музыки, фильмов и книг, также есть специализированные платные платформы Apple Arcade (игры); Apple Fitness+ (программа фитнеса); Apple Music (музыка); Apple News+ (новости и журнальные статьи), Apple TV+ (спортивные и другие телепрограммы).

Географическое распределение выручки за 2022/23 финансовый год:
- Северная и Южная Америка — 162,6 млрд долларов (США — 138,6 млрд),
- Европа — 94,3 млрд долларов,
- Китай (включая Гонконг и Тайвань) — 72,6 млрд долларов,
- Япония — 24,3 млрд долларов,
- остальной Азиатско-Тихоокеанский регион — 29,6 млрд долларов[5].

### Показатели деятельности
|                     | 2001…   | 2006…  | 2011  | 2012  | 2013  | 2014  | 2015  | 2016  | 2017  | 2018  | 2019  | 2020  | 2021  | 2022  | 2023  |
| ------------------- | ------- | ------ | ----- | ----- | ----- | ----- | ----- | ----- | ----- | ----- | ----- | ----- | ----- | ----- | ----- |
| Оборот              | 5,363…  | 19,32… | 108,3 | 156,5 | 170,9 | 182,8 | 233,7 | 215,6 | 229,2 | 265,6 | 260,2 | 274,5 | 365,8 | 394,3 | 383,3 |
| Чистая прибыль      | -0,025… | 1,989… | 25,92 | 41,73 | 37,04 | 39,51 | 53,39 | 45,69 | 48,35 | 59,53 | 55,25 | 57,41 | 94,68 | 99,80 | 97,00 |
| Активы              | 6,021…  | 17,21… | 116,4 | 176,1 | 207   | 231,8 | 290,5 | 321,7 | 375,3 | 365,7 | 338,5 | 323,9 | 351,0 | 352,8 | 352,6 |
| Собственный капитал | 3,92…   | 9,984… | 76,62 | 118,2 | 123,5 | 111,5 | 119,4 | 128,2 | 134,0 | 107,1 | 90,48 | 65,33 | 63,09 | 50,67 | 62,15 |

Примечание. Компания заканчивает финансовый год в последнюю субботу сентября.

### Apple в России

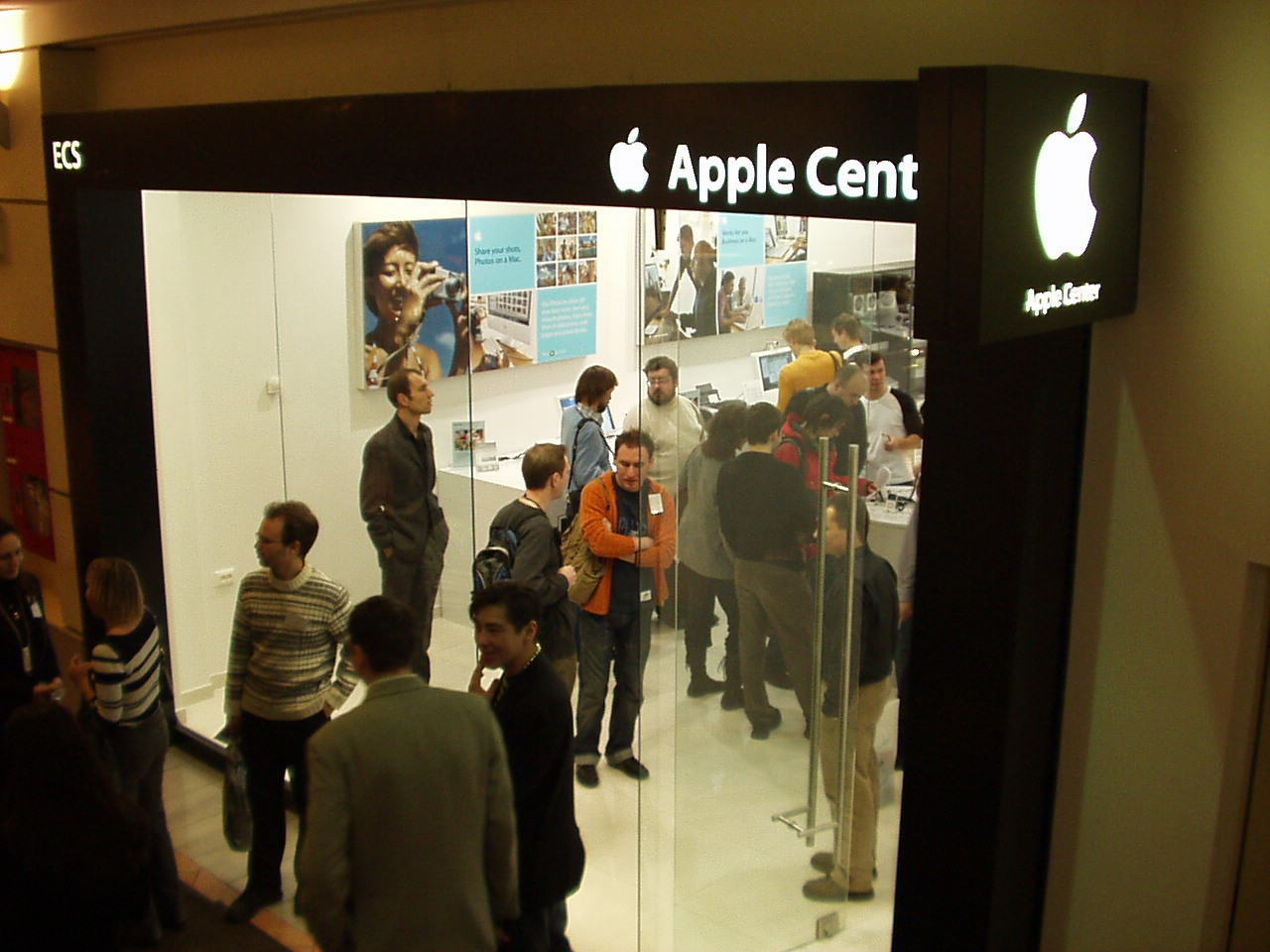
Открытие первого магазина Apple Center в России в московском торговом центре «Атриум», ноябрь 2005 года. В настоящее время магазин называется restore: и входит в одноимённую сеть

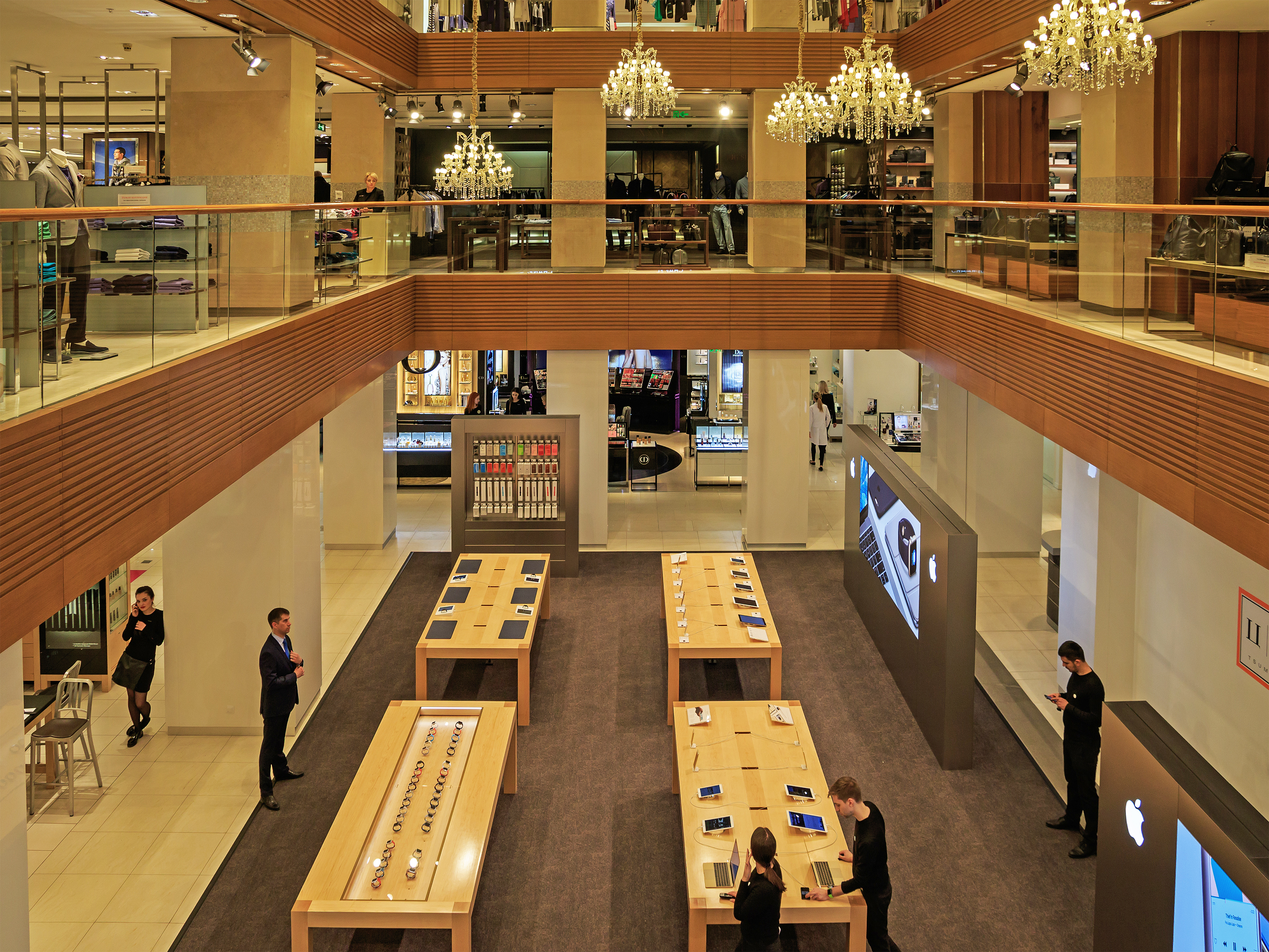
Apple Center в московском ЦУМе, март 2016 года

В 2006 финансовом году, который закончился 30 сентября, продажи «Apple» в России составили 69 млн долларов. По словам менеджеров «Apple IMC Russia», за этот период в России было продано 240 тыс. штук аудиоплееров iPod (рост в 6 раз за год).
В 2007 году было создано российское представительство компании, с 6 сентября 2010 года возглавляемое Алексеем Бадаевым. По состоянию на 2008 год в России действует около десятка авторизованных бизнес-партнёров компании. Официальным импортером техники Apple в Россию была выбрана компания «di House», а в 2010 году вторым импортером стала компания «Марвел». Сейчас официальными импортерами являются сети магазинов М.Видео и restore:. Также с 2012 года группа «Связной» напрямую закупает продукцию у Apple, что делает устройства в магазинах этой сети дешевле.
Корпорация Apple в 2012 году зарегистрировала компанию «Эппл Рус». Основной деятельностью является оптовая и розничная торговля техническими устройствами.
28 июня 2013 года компания запустила российский сегмент интернет-магазина Apple Online Store.
На 2016 год в России существует один собственный магазин Apple, функционирующий в здании ЦУМа.
В январе 2022 года Apple разместила электронную форму на своих ресурсах, а также открыла личный кабинет на сайте Роскомнадзора в соответствии с законом «о приземлении».
2 марта 2022 года Apple объявила о прекращении продаж в России.
В феврале 2023 года Apple заплатила штраф в 906 млн рублей за злоупотреблением монопольным положением на рынке программ для мобильных телефонов. Штраф был наложен Федеральной антимонопольной службой.
3 августа 2023 года московский суд оштрафовал компанию Apple на 400 000 рублей за неудаление из приложений и подкастов контента, относящегося к конфликту на Украине и признанного в России недостоверным.
7 июля 2025 года Президент РФ подписал закон о предустановке зарубежными производителями смартфонов приложения RuStore. Из этого следует, что Apple будет обязана устранить препятствия для установки российского магазина на свои устройства, а также обеспечить возможность свободных платежей и работы российских приложений.

## Маркетинг
Маркетинговая политика Apple кажется некоторым достаточно агрессивной. Например, пользователи продуктов Apple на платформе Microsoft Windows могут получить сообщения об обновлениях продуктов, которые у них не установлены, так как опции установки этих продуктов включены по умолчанию. В частности, пользователям Safari может предлагаться установить iTunes и QuickTime; чтобы от этого отказаться, они должны сами снять соответствующие галочки в диалоге обновления.

### Рекламный ролик «1984»
«1984» — телевизионный рекламный ролик режиссёра Ридли Скотта, посвящённый компьютеру Macintosh. Впервые показан 22 января 1984 года. Используется название и обыгрывается сюжет антиутопического романа Джорджа Оруэлла «1984».

### Рекламная кампания «Think Different»
«Think Different» (с англ. — «Думай иначе») — успешная рекламная кампания Apple 1997—2002 годов.

### Выставки
Apple ежегодно организовывает выставку MacWorld, на которой представляет свои новые продукты и обновления.

### В кинематографе
По данным портала Brandchannel (издание изучает присутствие брендов в кинематографе) компания Apple становилась лидером по скрытой рекламе (product plасement) в фильмах. Логотип и продукцию Apple можно увидеть во многих известных фильмах, мультфильмах и сериалах (таких, как «Назад в будущее 2», «Форрест Гамп», «Миссия невыполнима», «Железный человек 2», «История игрушек 3», «Доктор Хаус» и во многих других).

## Критика

### Потребление энергии
21 апреля 2011 года Гринпис опубликовал доклад, подчеркнув тот факт, что центры обработки данных потребляют до 2 % всего мирового электричества, и эта сумма, согласно прогнозам, увеличится. Фил Рэдфорд из Гринпис сказал, что «мы обеспокоены тем, что этот новый взрыв в потреблении электроэнергии может загнать нас в систему старых, загрязняющих природу источников энергии вместо чистой энергии, доступной сегодня». 17 апреля 2012 года, после протеста «Гринпис» против Apple, корпорация выпустила заявление о том, что заканчивает использование угля и переходит к 100 % экологически чистой энергии. В 2013 году Apple объявила, что использует 100 % возобновляемые источники энергии для питания своих центров обработки данных, и в целом 75 % мощности исходит от возобновляемых источников.
В 2010 году Climate Counts, некоммерческая организация, занимающаяся направлением потребителей в сторону зелёных компаний, дала компании Apple 52 балла из 100 возможных, что ставит Apple в их высшую категорию «На пути». Это был скачок вперёд по сравнению с маем 2008 года, когда Climate Counts дала Apple только 11 баллов из 100, что поместило компанию на последнее место среди компаний по производству электроники, после чего Climate Counts также присвоила Apple «знак тугодумов», добавив, что у Apple в то время был «шанс уклониться от потребителей, переживающих за изменение климата».
9 апреля 2018 года Apple заявила, что использует только возобновляемую энергию. Также замечено, что Apple взяли обязательства использовать возобновляемые источники энергии у девяти новых партнёров, производящих устройства: Arkema, DSM Engineering Plastics, ECCO Leather, Finisar, Luxshare-ICT, Pegatron, Quadrant (производит магнитные части устройств), Quanta Computer и Taiyo Ink Mfg. Co..

### Токсичные отходы
Гринпис начал кампанию против Apple из-за различных экологических проблем, например, из-за не предназначенных для вторичной переработки аппаратных компонентов и ядовитых веществ в IPhone. С 2003 года Гринпис ведёт кампанию против использования Apple особых химических веществ в своей продукции, в частности, включение ПВХ и бромированных добавок. 2 мая 2007 года Стив Джобс опубликовал доклад, объявив о своих планах по ликвидации ПВХ и бромированных добавок к концу 2008 года. Apple с тех пор устранила ПВХ и бромированные добавки из своих продуктов, став первым производителем ноутбуков, который поступил так. В первом издании Гринпис «Руководство по зелёной электронике», выпущенном в августе 2006 года, Apple получила только 2.7/10.
Американское Агентство охраны окружающей среды высоко оценивает Apple среди производителей ноутбуков, и ставит компании хорошие оценки по сравнению с другими производителями настольных компьютеров и ЖК-дисплеев.
В июне 2007 года компания Apple обновила MacBook Pro, заменив люминесцентные лампы с холодным катодом в подсветке ЖК-дисплеев на светодиоды и на не содержащее мышьяка стекло, и с тех пор сделала это для всех ноутбуков. Apple также исключила бромированные добавки и ПВХ в различных внутренних компонентах. Apple предлагает информацию о выбросах, материалах и потреблении электричества в отношении каждого продукта.
В июне 2009 года iPhone 3GS выпускался без ПВХ, мышьяка, бромированных добавок и имел эффективный адаптер питания. В октябре 2009 года Apple обновила iMac и MacBook, заменив люминесцентные лампы с холодным катодом в подсветке ЖК-дисплеев на безртутные светодиоды и не содержащее мышьяка стекло. Это означает, что все компьютеры Apple имеют дисплеи с безртутной светодиодной подсветкой, стекло без мышьяка и кабели без ПВХ. Все компьютеры Apple имеют Gold статус по версии EPEAT.
В октябре 2011 года китайские власти приказали поставщикам Apple закрыть часть своего завода в Сучжоу, после того как местные жители обнаружили значительные экологические проблемы. В июне 2012 года Apple отозвала свою продукцию от EPEAT, но отменила это решение в июле.

### Условия труда
В 2006 году Mail on Sunday сообщила об условиях труда, которые существовали на заводах в Китае, где предприятия-субподрядчики Foxconn и Inventec производили iPod. В статье говорится, что в одном комплексе заводов, где собирают iPod (среди прочих продуктов), более 200 000 рабочих жили и работали на заводе и постоянно трудились более 60 часов в неделю. В статье также сообщалось, что работники получают около $ 100 в месяц и обязаны платить компании за аренду жилья и питание, что в целом составляет чуть более половины заработка рабочих.
Apple сразу начала расследование и работу со своими производителями, чтобы обеспечить приемлемые условия труда. В 2007 году компания Apple начала ежегодную проверку всех своих поставщиков о правах работников, медленно поднимая стандарты и отсеивая несоответствующих поставщиков. Ежегодные доклады о ходе работы публикуются с 2008 года. В 2010 году рабочие в Китае решили подать в суд на подрядчиков, производителей iPhone, из-за отравления очистителем, используемым для очистки ЖК-экранов. Один рабочий утверждал, что ему и его коллегам не сообщили о возможных профессиональных заболеваниях. После волны самоубийств на заводах Foxconn в Китае, где собирают iPad и iPhone, работников вынудили подписать юридически обязывающий документ, гарантирующий, что они не будут убивать себя.
В 2011 году Apple признала, что их поставщики в Китае используют детский труд. Рабочие на фабриках, производящих продукцию Apple, подвергаются воздействию н-гексана, нейротоксина, который является более дешёвой заменой этилу для очистки продуктов. В 2013 году China Labor Watch нашла нарушения закона и обещаний Apple об условиях труда на объектах, принадлежащих Pegatron, в том числе дискриминацию этнических меньшинств и женщин, удержание заработной платы работникам, чрезмерные рабочие часы, плохие условия жизни, проблемы с безопасностью и здоровьем, загрязнение окружающей среды.

### Обвинение в блокировке Telegram-каналов белорусского протестного движения
Во время протестов в Беларуси в 2020 году против Александра Лукашенко, по словам основателя Telegram Павла Дурова, компания Apple Inc. потребовала блокировку трёх чат-групп или каналов белорусского протестного движения. В этих группах была раскрыта личная информация сотрудников полиции, которые помогали подавлять протесты. Сотрудники правоохранительных органов действуют в основном в масках, поэтому оппозиционные группы начали раскрывать их личности. Apple ответила на эти обвинения, заявив, что они не призывали к блокировке каналов, а вместо этого попросили его удалить личную информацию с этих каналов.

### Обвинения со стороны ФСБ России
1 июня 2023 года ФСБ России заявила о раскрытии заговора Агентства национальной безопасности США (АНБ) с использованием ранее неизвестного вредоносного ПО для доступа к специально созданным бэкдорам в смартфонах Apple. Ведомство сообщило, что несколько тысяч телефонов Apple были заражены, а целью атак были телефоны, принадлежащие иностранным дипломатам, базирующимся в России и странах бывшего Советского Союза, в том числе из стран-членов НАТО, Израиля, Сирии и Китая. ФСБ заявила, что расследование установило наличие тесной связи между Apple и АНБ. МИД России заявил, что скрытый сбор данных осуществлялся через уязвимости программного обеспечения в мобильных телефонах американского производства.

## Налоги
|                           | 2011              | 2010              | 2009            | Всего             |
| ------------------------- | ----------------- | ----------------- | --------------- | ----------------- |
| Доходы до выплаты налогов | US$ 22 миллиардов | US$ 12 миллиардов | US$ 4 миллиарда | US$ 38 миллиардов |
| Общий налог               | US$ 10 миллионов  | US$ 7 миллионов   | US$ 4 миллиона  | US$ 21 миллион    |
| Ставка налогообложения    | 0.05 %            | 0.06 %            | 0.1 %           | 0.06 %            |

Чтобы сократить налоги, которые компания платит по всему миру, Apple создала дочерние компании в местах с низким налогообложением, таких как Ирландия, Нидерланды, Люксембург и Британские Виргинские острова. Согласно New York Times, Apple была одной из первых технологических компаний, которая начала продажи на других континентах от имени дочерних компаний, обходя налоги на прибыль. В конце 1980-х годов Apple была пионером в технике учёта, известной как «Двойная ирландская с голландским сэндвичем», которая снижает налоги, направляя прибыль через ирландские дочерние компании в Нидерланды, а затем на Карибы.
Член Британской Консервативной партии Charlie Elphicke опубликовал исследование от 30 октября 2012 года, которое показывает, что некоторые транснациональные компании, в том числе корпорация Apple, делали миллиарды фунтов прибыли в Великобритании, но платили только 3 процента эффективной налоговой ставки в Казначейство Великобритании, что значительно ниже стандартного налога на прибыль. Опубликовав исследование, Elphicke призвал канцлера казначейства Джорджа Осборна заставить транснациональные корпорации, среди которых Google и Coca-Cola Company, сообщить эффективную ставку налога, которую они платят со своих доходов в Великобритании. Elphicke также сообщил, что следует отказать в государственных контрактах транснациональным корпорациям, которые не платят свою справедливую долю Великобритании.

## Apple и патенты
По состоянию на 16 октября 2012 года компания получила 5440 патентов, в том числе изобретений (семизначный номер) — 4480 штуки, дизайнерских проектов (в номере буква D и шесть цифр) — 914 штук.

### Иски против Apple
В 2009 году компания Nokia обвинила Apple в нарушении 10 патентов, которые затрагивают кодирование голосового сигнала, протоколы защищённой передачи данных и ряд других изобретений, использованных в iPhone с момента появления первой версии аппарата. В итоге компания Apple была признана виновной в нарушении указанных патентов, получив предписание выплатить компенсацию компании Nokia, а также в дальнейшем выплачивать отчисления. Детали соглашения не раскрываются.
В конце 2011 года немецкий суд признал нарушения патента в области беспроводной передачи данных компании Motorola Mobility, обязав компанию Apple выплатить компенсацию за 4 года, а также закрепив право Motorola требовать удаления запатентованных технологий из устройств Apple.
В августе 2015 года вышло постановление суда, в котором говорится, что процессор A7, производимый компанией, нарушает патент Висконсинского университета. Суд обязует компанию Apple выплатить $862 млн в счёт компенсации морального ущерба.
В 2020 году Epic Games подала иск против Apple о нарушении антимонопольного законодательства, в частности ограничении возможности приобретать игры и программы других производителей на платформе AppleStore. В сентябре 2021 года окружной суд Северной Калифорнии вынес решение в пользу Apple.

## Apple в культуре и искусстве
В начале 2011 года Майк Дэйзи презентовал в калифорнийском театре Berkeley Repertory Theatre моноспектакль «Агония и экстаз Стива Джобса».
16 ноября 2018 года Apple подписала многолетнее соглашение по созданию художественных фильмов и телевизионных шоу совместно с нью-йоркской кинокомпанией A24. Первый совместный проект IT-корпорации и компании A24 выйдет в следующем году. Предполагается, что сначала кинопроизводитель будет выпускать и показывать фильмы и телешоу бесплатно, чтобы завоевать популярность у зрителей и сформировать целевую аудиторию. Условия соглашения Apple и A24 пока держатся в тайне.

## Дочерние компании
Основные дочерние компании по состоянию на 2022 год:
- Apple Asia Ltd. (Гонконг)
- Apple Asia LLC (США)
- Apple Canada Inc. (Канада)
- Apple Computer Trading (Shanghai) Co., Ltd. (КНР)
- Apple Distribution International Ltd. (Ирландия)
- Apple India Private Ltd. (Индия)
- Apple Insurance Company, Inc. (США)
- Apple Japan, Inc. (Япония)
- Apple Korea Ltd. (Республика Корея)
- Apple Operations Europe Ltd. (Ирландия)
- Apple Operations International Ltd. (Ирландия)
- Apple Operations Ltd. (Ирландия)
- Apple Operations Mexico, S.A. de C.V. (Мексика)
- Apple Pty Ltd. (Австралия)
- Apple Sales International Ltd. (Ирландия)
- Apple South Asia (Thailand) Ltd. (Таиланд)
- Apple Vietnam Limited Liability Company. (Вьетнам)
- Braeburn Capital, Inc. (США)
- iTunes K.K. (Япония)